# Фехтовальщик (фильм, 1992)
«Фехтовальщик» (англ. The Swordsman) — кинофильм режиссёра Майкла Кеннеди.

## Сюжет
Полицейскому и искусному фехтовальщику Эндрю поручено охранять археолога и куратора музея Джулию Уилкинс, которая является единственным свидетелем похищения легендарного меча Александра Великого. Эндрю видит повторяющийся сон, в котором двое сражаются на мечах в каком-то древнем месте. В своем фехтовальном клубе он встречает Стратоса, инициатора смертельных соревнований на мечах. Стратос, похоже, является ключом и к видениям Эндрю, и к пропаже меча Александра.